# Clarence Town
Clarence Town es una ciudad en las Bahamas. Se encuentra en la isla Larga. Clarence Town es la capital de isla Larga y tiene una población de 1705 personas a partir de 2010. Tiene un puerto deportivo, dos restaurantes, así como el muelle del gobierno donde el barco de correos atraca semanalmente. También tiene una pequeña tienda de comestibles, gasolinera y un pequeño pub, así como una estación de policía, una oficina de correos y un centro comunitario. Hay dos iglesias en Clarence Town, ambas diseñadas por John Hawes, de apariencia similar con sus torres gemelas. Una es anglicana/episcopal, llamada Iglesia Anglicana de San Pablo. La otra es católica, llamada de San Pedro y San Pablo.

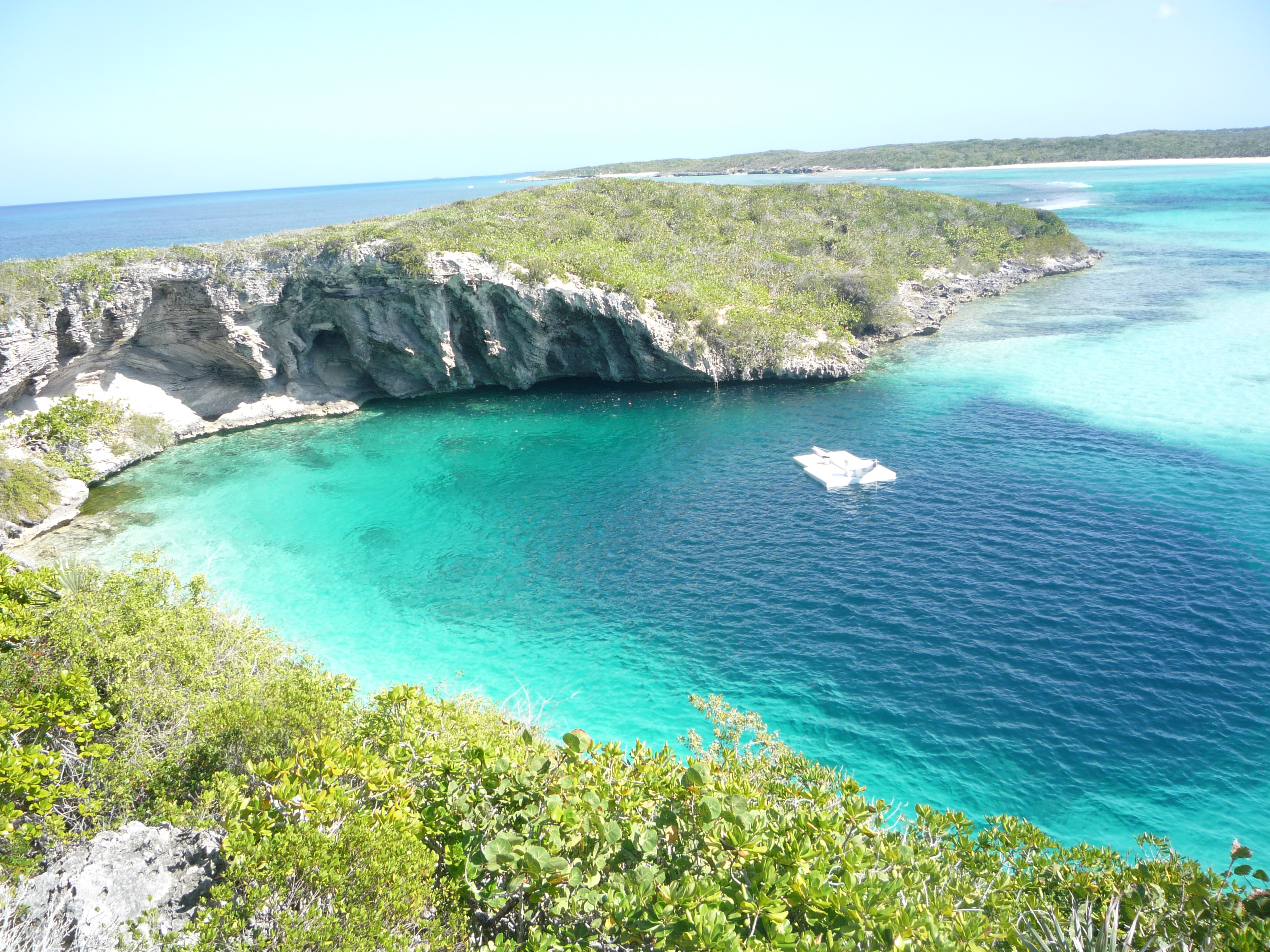
Agujero azul de Dean, ubicado cerca de Clarence Town.

## Transporte
La ciudad y el área son atendidas por el cercano aeropuerto de Deadman's Cay.